# トワイライト・ゾーン (2019年のテレビドラマ)
『トワイライト・ゾーン』（原題: The Twilight Zone）は、2019年から2020年まで配信されていたアメリカ合衆国のテレビドラマシリーズ。1959年のテレビシリーズ『トワイライト・ゾーン（ミステリーゾーン）』の3回目のリブート作品である。1話完結のアンソロジーシリーズで、SF・ホラー・ファンタジーといった要素を持つ奇妙な物語が展開される。製作総指揮はジョーダン・ピール、サイモン・キンバーグ、グレッグ・ヤイタネスらが務めた。キャストは各エピソードごとに異なりスターゲストが出演するが、ホスト/ナレーターとしてジョーダン・ピールが全話共通で登場する。アメリカでは2019年4月1日にCBS All Access（現・Paramount+）から配信が開始され、2020年6月25日にはシーズン2が配信された。日本ではスーパー!ドラマTVでシーズン1は2020年11月23日から、シーズン2は2021年12月16日(水) 夜10時から放送され、Amazon Prime Videoでシーズン1のみ配信中である。

## キャスト
キャストはホスト/ナレーターを除き、各話ごとに異なる。各話のキャストは#エピソードの項にも記載。
| 登場話    | 役名                       | 俳優                           | 吹替                    |
| --------- | -------------------------- | ------------------------------ | ----------------------- |
| 全話      | ホスト / ナレーター        | ジョーダン・ピール             | 三宅健太                |
| シーズン1 |                            |                                |                         |
| 1         | サミール・ワッサン         | クメイル・ナンジアニ           | 上田燿司                |
| 1         | ディディ                   | ディアラ・キルパトリック       | 深水由美                |
| 1         | リーナ                     | アマラ・カラン                 | 弘松芹香                |
| 1         | J・C・ウィーラー           | トレイシー・モーガン           | 奈良徹                  |
| 2         | ジャスティン・サンダーソン | アダム・スコット               | 中谷一博                |
| 2         | ジョー                     | クリス・ディアマントポロス     | 宮内敦士                |
| 2         | ロッドマン                 | ダン・カーリン                 | 宮林康                  |
| 3         | ニーナ                     | サナ・レイサン                 | 田中敦子                |
| 3         | ドリアン                   | ダムソン・イドリス             | 鈴木達央                |
| 3         | ラスキー                   | グレン・フレシュラー           | 遠藤純一                |
| 3         | ニール・ハリソン           | スティーヴ・ハリス             | 乃村健次                |
| 4         | ユカ                       | マリカ・シラ                   | 小林沙苗                |
| 4         | ペンドルトン               | グレッグ・キニア               | 松山鷹志                |
| 4         | トラベラー                 | スティーヴン・ユァン           | 興津和幸                |
| 4         | ジャック                   | パトリック・ギャラガー         | 杉野田ぬき              |
| 5         | ラフ・ハンクス             | ジョン・チョー                 | 川島得愛                |
| 5         | オリバー                   | ジェイコブ・トレンブレイ       | 佐藤美由希              |
| 5         | モーラ                     | アリソン・トルマン             | 加藤美佐                |
| 6         | ブラント船長               | デワンダ・ワイズ               | 杉本ゆう                |
| 6         | ピアソン                   | ジェファーソン・ホワイト       | 川田紳司                |
| 6         | キャサリン                 | ルシンダ・ドライゼク           | 清水理沙                |
| 6         | レイ                       | ジェシカ・ウィリアムズ         | 庄司宇芽香              |
| 6         | ケイシー                   | ジョナサン・ホワイトセル       | 内山昂輝                |
| 7         | アニー・ミラー             | タイッサ・ファーミガ           | 中原麻衣                |
| 7         | ディラン                   | ルーク・カービー               | 三上哲                  |
| 7         | コール                     | パーシー・ハインズ・ホワイト   | 大塚剛央                |
| 7         | マーサ                     | レイ・シーホーン               | 水野ゆふ                |
| 8         | イブ・マーティン           | ジニファー・グッドウィン       | 小島幸子                |
| 8         | アナ                       | ザブリナ・ゲバラ               | 伊沢磨紀                |
| 8         | アレンデール               | ジェームズ・フレイン           | 赤城進                  |
| 9         | ジェフ・ストロック         | クリス・オダウド               | 福田賢二                |
| 9         | アン・ストーク             | エイミー・ランデッカー         | 佐古真弓                |
| 10        | ソフィー・ゲルソン         | ザジー・ビーツ                 | 行成とあ                |
| 10        | ロッド・サーリング         | マーク・シルヴァーマン         | 大塚芳忠                |
| 10        | アダム・ウェグマン         | セス・ローゲン                 | かぬか光明              |
| シーズン2 |                            |                                |                         |
| 1         | フィル・ヘイズ             | ジミ・シンプソン               | 竹本英史                |
| 1         | アニー                     | ジリアン・ジェイコブス         | ブリドカット セーラ恵美 |
| 2         | ミシェル                   | モリーナ・バッカリン           | 本田貴子                |
| 2         | カール                     | コールマン・ドミンゴ           | 落合弘治                |
| 2         | エレン・ローウェル         | セリンダ・スワン               | 能登麻美子              |
| 3         | ハリー                     | イーサン・エンブリー           | 岩崎ひろし              |
| 3         | リース                     | ダニエル・サンジャタ           | 楠大典                  |
| 3         | キース                     | ビリー・ポーター               | 佐々木望                |
| 4         | ジャスミン                 | ジャーニー・スモレット＝ベル   | 清水はる香              |
| 4         | ザラ                       | タウニー・ニューサム           | 樋口あかり              |
| 4         | J・J・マロイ               | トーマス・レノン               | 梅津秀行                |
| 5         | マディソン                 | アビー・ハーン                 | 國立幸                  |
| 5         | アイリーン                 | ソフィア・グレイ               | 早見沙織                |
| 6         | トム                       | ジョエル・マクヘイル           | 内田夕夜                |
| 6         | チャニング                 | ナディア・ヒルカー             | 木村涼香                |
| 6         | フリシュ                   | ブランドン・ジェイ・マクラレン | 白熊寛嗣                |
| 7         | バーバラ                   | ジェナ・エルフマン             | 山像かおり              |
| 7         | ロバート                   | クリストファー・メローニ       | 入江崇史                |
| 7         | バーバラ                   | ジェナ・エルフマン             | 山像かおり              |
| 7         | マギー                     | タヴィ・ゲヴィンソン           | 高垣彩陽                |
| 8         | アナ                       | ナタリー・マルティネス         | 白石涼子                |
| 8         | ジェイソン・グレイト       | デイモン・ウェイアンズ・Jr     | 北田理道                |
| 8         | コンリー                   | デヴィッド・クラムホルツ       | 武虎                    |
| 8         | エミリオ                   | アンドリュー・アルバレス       | 林勇                    |
| 9         | クローディア               | カイリー・バンバリー           | 下田レイ                |
| 9         | マーク・ウィラー           | トファー・グレイス             | 平川大輔                |
| 9         | エレン                     | セリンダ・スワン               | 村瀬迪与                |
| 10        | ジャネット                 | グレッチェン・モル             | 園崎未恵                |
| 10        | エレン・ジョーンズ         | グレタ・リー                   | 魏涼子                  |

- 日本語吹替版スタッフ 演出：前田茜、翻訳：加藤真由美、録音・調整：松中享子、制作：東北新社

## 製作
2012年12月、『トワイライト・ゾーン』の3度目のリブートのために、CBSスタジオはブライアン・シンガーを企画、製作総指揮、監督として契約したことが発表された。発表の時点では脚本家は決まっておらず、2013年3月7日には作家と交渉中であることが報告された。その後2016年までに、サイモン・キンバーグとクレイグ・スウィーニーが企画に参加している。CBSは番組を他のネットワークやストリーミングサービスに売却するのか、自社のストリーミングプラットフォームであるCBS All Accessで配信するのか決めかねていた。そうしているうちにサイモン・キンバーグが映画『X-MEN:ダーク・フェニックス』の脚本と監督のためにプロジェクトを離れ、ブライアン・シンガーとクレイグ・スウィーニーも離脱したため、企画が宙に浮いてしまう。
2017年11月2日、CBSがCBS All Access向けの作品として再び企画を進めていることが発表された。さらに、ジョーダン・ピールが自身の制作会社モンキーポー・プロダクションズを通じてエグゼクティブ・プロデュースを行うことを交渉中であること、またマルコ・ラミレスがショーランナーを務めることも交渉中であることが報じられた。
2017年12月6日、CBSが本作の製作を発注したことが発表された。ジョーダン・ピール、マルコ・ラミレス、サイモン・キンバーグ、ウィン・ローゼンフェルド、オードリー・チョン、キャロリン・サーリング、リック・バーグがエグゼクティブ・プロデュースを務めることが確定した。
2018年9月20日、製作総指揮のジョーダン・ピールが番組のホストとナレーターを務めることが発表された。
シーズン1の撮影は2018年10月1日にブリティッシュコロンビア州バンクーバーで開始され、2019年3月20日に終了した。本作は白黒ではなくカラーで製作されているが、製作総指揮のサイモン・キンバーグは「オリジナルのカラオケバージョンをやっていたので、やりすぎずにオリジナルの本質と感性とスタイルを尊重するために何かをしたかった」と述べており、シリーズは白黒でも視聴できるように製作されている。
シーズン1は2019年4月1日にCBS All Accessから配信が開始された。4月29日には第2シーズンに更新されることが決定する。
第2シーズンの撮影は、2019年10月6日から2020年3月16日までバンクーバーで行なわれる予定となっていた。
シーズン2は2020年6月25日に配信された。2021年3月4日、CBS All AccessがParamount+にリブランディングされた際に本番組の打ち切りが発表された。

## 評価

### 批評
本作のシーズン1は批評集積サイトのRotten Tomatoesに87件のレビューがあり、批評家支持率は70%、平均点は10点満点で7.39点となっている。また、Metacriticには37件のレビューがあり、加重平均値は60/100となっている。
シーズン2はRotten Tomatoesに21件のレビューがあり、批評家支持率は67%、平均点は10点満点で6.29点となっている。また、Metacriticには8件のレビューがあり、加重平均値は57/100となっている。

## エピソード
| シーズン | シーズン | 話数 | 話数 | 放送期間      | 放送期間      |
| シーズン | シーズン | 話数 | 話数 | 初回放送      | 最終回放送    |
| -------- | -------- | ---- | ---- | ------------- | ------------- |
|          | 1        | 10   | 10   | 2019年4月1日  | 2019年5月30日 |
|          | 2        | 10   | 10   | 2020年6月25日 | 2020年6月25日 |

### シーズン1（2019）
| 通算 話数 | シーズン 話数 | タイトル                                        | 監督                         | 脚本                                                                             | 公開日        |
| --- | ------------- | ----------------------------------------------- | ---------------------------- | -------------------------------------------------------------------------------- | ------------- |
| 1 | 1             | "コメディアン" "The Comedian"                   | Owen Harris                  | Alex Rubens                                                                      | 2019年4月1日  |
| キャスト : クメイル・ナンジアニ、Amara Karan、Diarra Kilpatrick、Ryan Robbins、トレイシー・モーガン                                         |               |                                                 |                              |                                                                                  |               |
| 2 | 2             | "三万フィートの戦慄" "Nightmare at 30,000 Feet" | グレッグ・ヤイタネス         | サイモン・キンバーグ & ジョーダン・ピール & Marco Ramirez & リチャード・マシスン | 2019年4月1日  |
| キャスト : アダム・スコット、クリス・ディアマントポロス、Dan Carlin、Katie Findlay、ニコラス・リー                                          |               |                                                 |                              |                                                                                  |               |
| 3 | 3             | "巻き戻し" "Replay"                             | Gerard McMurray              | Selwyn Seyfu Hinds                                                               | 2019年4月11日 |
| キャスト : サナ・レイサン、Damson Idris、グレン・フレシュラー、スティーヴ・ハリス                                                           |               |                                                 |                              |                                                                                  |               |
| 4 | 4             | "旅行者" "A Traveler"                           | アナ・リリー・アミールポアー | グレン・モーガン                                                                 | 2019年4月18日 |
| キャスト : スティーヴン・ユァン、Marika Sila、パトリック・ギャラガー、Eric Keenleyside、Andrew Kavadas、Gail Maurice、グレッグ・キニア      |               |                                                 |                              |                                                                                  |               |
| 5 | 5             | "神童" "The Wunderkind"                         | Richard Shepard              | Andrew Guest                                                                     | 2019年4月25日 |
| キャスト : ジョン・チョー、ジェイコブ・トレンブレイ、アリソン・トルマン、Kimberley Sustad、Lane Edwards、Erica Tremblay、ジョン・ラロケット |               |                                                 |                              |                                                                                  |               |
| 6 | 6             | "火星への旅" "Six Degrees of Freedom"           | Jakob Verbruggen             | Heather Anne Campbell and グレン・モーガン                                       | 2019年5月2日  |
| キャスト : DeWanda Wise、Jessica Williams、Jefferson White、Lucinda Dryzek、Jonathan Whitesell                                              |               |                                                 |                              |                                                                                  |               |
| 7 | 7             | "男の中には…" "Not All Men"                     | Christina Choe               | Heather Anne Campbell                                                            | 2019年5月9日  |
| キャスト : タイッサ・ファーミガ、レイ・シーホーン、Percy Hynes White、Luke Kirby、Peter Kelamis、アイク・バリンホルツ                       |               |                                                 |                              |                                                                                  |               |
| 8 | 8             | "起源" "Point of Origin"                        | Mathias Herndl               | John Griffin                                                                     | 2019年5月16日 |
| キャスト : ジニファー・グッドウィン、ジェームズ・フレイン、Toby Levins、Zabryna Guevara、Karin Konoval、マイケル・エクランド、Robert Mann   |               |                                                 |                              |                                                                                  |               |
| 9 | 9             | "ブルー・スコーピオン" "The Blue Scorpion"      | Craig William Macneill       | グレン・モーガン                                                                 | 2019年5月23日 |
| キャスト : クリス・オダウド、エイミー・ランデッカー、Alex Diakun、ジェームス・モリソン、Adam Korson、Luisa D'Oliveira                       |               |                                                 |                              |                                                                                  |               |
| 10 | 10            | "影男" "Blurryman"                              | サイモン・キンバーグ         | Alex Rubens                                                                      | 2019年5月30日 |
| キャスト : ザジー・ビーツ、Betty Gabriel、Zibby Allen、Caitlin Stryker、セス・ローゲン、ジェイソン・プリーストリー、ジョーダン・ピール      |               |                                                 |                              |                                                                                  |               |

### シーズン2（2020）
| 通算 話数 | シーズン 話数 | タイトル                       | 監督                           | 脚本                                     | 公開日        |
| --- | ------------- | ------------------------------ | ------------------------------ | ---------------------------------------- | ------------- |
| 11 | 1             | "声" "Meet in the Middle"      | Mathias Herndl                 | Emily C. Chang & Sara Amini              | 2020年6月25日 |
| キャスト : ジミ・シンプソン、Kristin Lehman、Mike Dopud、ギリアン・ジェイコブス                                                                      |               |                                |                                |                                          |               |
| 12 | 2             | "休止時間" "Downtime"          | JD Dillard                     | ジョーダン・ピール                       | 2020年6月25日 |
| キャスト : モリーナ・バッカリン、コールマン・ドミンゴ、セリンダ・スワン、トニー・ヘイル                                                              |               |                                |                                |                                          |               |
| 13 | 3             | "本性" "The Who of You"        | Peter Atencio                  | Win Rosenfeld                            | 2020年6月25日 |
| キャスト : イーサン・エンブリー、Daniel Sunjata、Mel Rodriguez、Billy Porter                                                                         |               |                                |                                |                                          |               |
| 14 | 4             | "オベーション" "Ovation"       | アナ・リリー・アミールポアー   | Emily C. Chang & Sara Amini & David Weil | 2020年6月25日 |
| キャスト : ジャーニー・スモレット＝ベル、Tawny Newsome、スカイ・フェレイラ、Dan Martin、Paul F. Tompkins、トーマス・レノン                           |               |                                |                                |                                          |               |
| 15 | 5             | "超能力" "Among the Untrodden" | Tayarisha Poe                  | Heather Anne Campbell                    | 2020年6月25日 |
| キャスト : Sophia Macy、Abbie Hern |               |                                |                                |                                          |               |
| 16 | 6             | "8"                            | Justin Benson & Aaron Moorhead | グレン・モーガン                         | 2020年6月25日 |
| キャスト : ジョエル・マクヘイル、ナディア・ヒルカー、Michelle Ang、ティム・アームストロング、ブランドン・ジェイ・マクラレン                          |               |                                |                                |                                          |               |
| 17 | 7             | "人間の顔" "A Human Face"      | Christina Choe                 | Alex Rubens                              | 2020年6月25日 |
| キャスト : ジェナ・エルフマン、クリストファー・メローニ、タヴィ・ゲヴィンソン                                                                        |               |                                |                                |                                          |               |
| 18 | 8             | "小さな町" "A Small Town"      | Alonso Alvarez-Barreda         | Steven Barnes & Tananarive Due           | 2020年6月25日 |
| キャスト : デイモン・ウェイアンズ・Jr、デヴィッド・クラムホルツ、ナタリー・マルティネス、Paula Newsome、キーガン・コナー・トレイシー、Andrew Alvarez |               |                                |                                |                                          |               |
| 19 | 9             | "トライ" "Try、Try"            | Jennifer McGowan               | Alex Rubens                              | 2020年6月25日 |
| キャスト : トファー・グレイス、Kylie Bunbury |               |                                |                                |                                          |               |
| 20 | 10            | "エッグ" "You Might Also Like" | Osgood Perkins                 | Osgood Perkins                           | 2020年6月25日 |
| キャスト : グレッチェン・モル、グレタ・リー、ギル・ベローズ、コリーン・キャンプ、Donna Dixon、ジョージ・タケイ                                       |               |                                |                                |                                          |               |